# Orani Tempesta
Orani João Tempesta, född 23 juni 1950 i São José do Rio Preto, är en brasiliansk kardinal och ärkebiskop av Rio de Janeiro. Han utnämndes till sitt ämbete av påven Benedikt XVI den 27 februari 2009, och tillträdde ärkebiskopsstolen den 19 april 2009.